# Cupa Davis 2025
Cupa Davis 2025 este cea de-a 113-a ediție a Cupei Davis, cea mai importantă competiție pe echipe din tenisul masculin. Face parte din calendarul ATP Tour 2025.
Formatul turneului a fost modificat în acest an. Conform noului format, etapa din septembrie (turul al doilea al calificărilor) va cuprinde șapte meciuri acasă sau în deplasare, desfășurate pe parcursul a două zile. Cele șapte echipe câștigătoare se vor alătura națiunii gazdă în faza eliminatorie a Final 8, în noiembrie. Țara gazdă va primi un loc în Final 8 atât timp cât este clasată în primele 50 de națiuni sau unul dintre jucătorii săi are un clasament individual în primii 10. Dacă aceste criterii nu sunt îndeplinite, ultimul loc în Final 8 va fi realocat unei alte țări ca wild card.

## Final 8
Dată: 18–23 noiembrie 2025

Loc: Unipol Arena, Bologna, Italia

Suprafață: dură, interior

## Calificări
|  |           |              |           |           |  |           |                   |           |
|  | Runda unu | Runda unu    | Runda unu |           |  | Runda doi | Runda doi         | Runda doi |
|  | Runda unu | Runda unu    | Runda unu |           |  | Runda doi | Runda doi         | Runda doi |
|  |           |              |           |           |  |           |                   |           |
|  |           |              |           |           |  |           |                   |           |
|  |           | Norvegia (c) | 2         |           |  |           |                   |           |
|  |           | Norvegia (c) | 2         |           |  |           |                   |           |
|  | 14        | Argentina    | 3         |           |  |           |                   |           |
|  | 14        | Argentina    | 3         |           |  | 1         | Țările de Jos (c) |           |
|  |           |              |           |           |  | 1         | Țările de Jos (c) |           |
|  |           |              | 14        | Argentina |  |           |                   |           |
|  |           |              |           | Argentina |  |           |                   |           |
|  |           |              |           |           |  |           |                   |           |

|  |           |            |           |        |   |               |           |           |
|  | Runda unu | Runda unu  | Runda unu |        |   | Runda doi     | Runda doi | Runda doi |
|  | Runda unu | Runda unu  | Runda unu |        |   | Runda doi     | Runda doi | Runda doi |
|  |           |            |           |        |   |               |           |           |
|  |           |            |           |        |   |               |           |           |
|  | 2         | Australia  | 3         |        |   |               |           |           |
|  | 2         | Australia  | 3         |        |   |               |           |           |
|  |           | Suedia (c) | 1         |        |   |               |           |           |
|  |           | Suedia (c) | 1         |        | 2 | Australia (c) |           |           |
|  |           |            |           |        | 2 | Australia (c) |           |           |
|  |           |            | 13        | Belgia |   |               |           |           |
|  |           | Chile      | 13        | Belgia | 1 |               |           |           |
|  |           | Chile      |           |        |   |               |           |           |
|  | 13        | Belgia (c) | 3         |        |   |               |           |           |
|  | 13        | Belgia (c) | 3         |        |   |               |           |           |
|  |           |            |           |        |   |               |           |           |

|  |           |             |           |             |  |           |           |           |
|  | Runda unu | Runda unu   | Runda unu |             |  | Runda doi | Runda doi | Runda doi |
|  | Runda unu | Runda unu   | Runda unu |             |  | Runda doi | Runda doi | Runda doi |
|  |           |             |           |             |  |           |           |           |
|  |           |             |           |             |  |           |           |           |
|  | 3         | Canada (c)  | 2         |             |  |           |           |           |
|  | 3         | Canada (c)  | 2         |             |  |           |           |           |
|  |           | Ungaria     | 3         |             |  |           |           |           |
|  |           | Ungaria     | 3         | Ungaria (c) |  |           |           |           |
|  |           |             |           |             |  |           |           |           |
|  |           |             |           | Austria     |  |           |           |           |
|  |           | Austria (c) | 4         |             |  |           |           |           |
|  |           | Austria (c) | 4         |             |  |           |           |           |
|  | 12        | Finlanda    | 0         |             |  |           |           |           |
|  | 12        | Finlanda    | 0         |             |  |           |           |           |
|  |           |             |           |             |  |           |           |           |

|  |           |              |           |             |   |           |           |           |
|  | Runda unu | Runda unu    | Runda unu |             |   | Runda doi | Runda doi | Runda doi |
|  | Runda unu | Runda unu    | Runda unu |             |   | Runda doi | Runda doi | Runda doi |
|  |           |              |           |             |   |           |           |           |
|  |           |              |           |             |   |           |           |           |
|  | 4         | Germania     | 3         |             |   |           |           |           |
|  | 4         | Germania     | 3         |             |   |           |           |           |
|  |           | Israel (c)   | 1         |             |   |           |           |           |
|  |           | Israel (c)   | 1         |             | 4 | Germania  |           |           |
|  |           |              |           |             | 4 | Germania  |           |           |
|  |           |              |           | Japonia (c) |   |           |           |           |
|  |           | Japonia (c)  | 3         |             |   |           |           |           |
|  |           | Japonia (c)  | 3         |             |   |           |           |           |
|  | 11        | Regatul Unit | 2         |             |   |           |           |           |
|  | 11        | Regatul Unit | 2         |             |   |           |           |           |
|  |           |              |           |             |   |           |           |           |

|  |           |                     |           |       |   |                   |           |           |
|  | Runda unu | Runda unu           | Runda unu |       |   | Runda doi         | Runda doi | Runda doi |
|  | Runda unu | Runda unu           | Runda unu |       |   | Runda doi         | Runda doi | Runda doi |
|  |           |                     |           |       |   |                   |           |           |
|  |           |                     |           |       |   |                   |           |           |
|  | 5         | Statele Unite       | 4         |       |   |                   |           |           |
|  | 5         | Statele Unite       | 4         |       |   |                   |           |           |
|  |           | Taipeiul Chinez (c) | 0         |       |   |                   |           |           |
|  |           | Taipeiul Chinez (c) | 0         |       | 5 | Statele Unite (c) |           |           |
|  |           |                     |           |       | 5 | Statele Unite (c) |           |           |
|  |           |                     | 10        | Cehia |   |                   |           |           |
|  |           | Coreea de Sud       | 10        | Cehia | 0 |                   |           |           |
|  |           | Coreea de Sud       |           |       |   |                   |           |           |
|  | 10        | Cehia (c)           | 4         |       |   |                   |           |           |
|  | 10        | Cehia (c)           | 4         |       |   |                   |           |           |
|  |           |                     |           |       |   |                   |           |           |

|  |           |               |           |            |   |           |           |           |
|  | Runda unu | Runda unu     | Runda unu |            |   | Runda doi | Runda doi | Runda doi |
|  | Runda unu | Runda unu     | Runda unu |            |   | Runda doi | Runda doi | Runda doi |
|  |           |               |           |            |   |           |           |           |
|  |           |               |           |            |   |           |           |           |
|  | 6         | Serbia        | 2         |            |   |           |           |           |
|  | 6         | Serbia        | 2         |            |   |           |           |           |
|  |           | Danemarca (c) | 3         |            |   |           |           |           |
|  |           | Danemarca (c) | 3         | Danemarca  |   |           |           |           |
|  |           |               |           |            |   |           |           |           |
|  |           |               | 9         | Spania (c) |   |           |           |           |
|  |           | Elveția (c)   | 9         | Spania (c) | 1 |           |           |           |
|  |           | Elveția (c)   |           |            |   |           |           |           |
|  | 9         | Spania        | 3         |            |   |           |           |           |
|  | 9         | Spania        | 3         |            |   |           |           |           |
|  |           |               |           |            |   |           |           |           |

|  |           |             |           |        |   |             |           |           |
|  | Runda unu | Runda unu   | Runda unu |        |   | Runda doi   | Runda doi | Runda doi |
|  | Runda unu | Runda unu   | Runda unu |        |   | Runda doi   | Runda doi | Runda doi |
|  |           |             |           |        |   |             |           |           |
|  |           |             |           |        |   |             |           |           |
|  | 7         | Croația (c) | 3         |        |   |             |           |           |
|  | 7         | Croația (c) | 3         |        |   |             |           |           |
|  |           | Slovacia    | 1         |        |   |             |           |           |
|  |           | Slovacia    | 1         |        | 7 | Croația (c) |           |           |
|  |           |             |           |        | 7 | Croația (c) |           |           |
|  |           |             | 8         | Franța |   |             |           |           |
|  |           | Brazilia    | 8         | Franța | 0 |             |           |           |
|  |           | Brazilia    |           |        |   |             |           |           |
|  | 8         | Franța (c)  | 4         |        |   |             |           |           |
|  | 8         | Franța (c)  | 4         |        |   |             |           |           |
|  |           |             |           |        |   |             |           |           |

- (c) = alegerea terenului

### Runda unu
Dată: 30 ianuarie–2 februarie 2025
| Echipă gazdă    | Scor | Echipă în deplasare | Oraș gazdă         | Loc desfășurare       | Suprafață |
| --------------- | ---- | ------------------- | ------------------ | --------------------- | --------- |
| Suedia          | 1–3  | Australia [1]       | Stockholm          | Kungliga Tennishallen | Hard (i)  |
| Canada [2]      | 2–3  | Ungaria             | Montreal           | IGA Stadium           | Hard (i)  |
| Israel          | 1–3  | Germania [3]        | Vilnius (Lituania) | SEB Arena             | Hard (i)  |
| Taipeiul Chinez | 0–4  | Statele Unite [4]   | Taipei             | Taipei Tennis Center  | Hard (i)  |
| Danemarca       | 3–2  | Serbia [5]          | Copenhaga          | Royal Arena           | Hard (i)  |
| Croația [6]     | 3–1  | Slovacia            | Osijek             | Gradski vrt Hall      | Hard (i)  |
| Franța [7]      | 4–0  | Brazilia            | Orléans            | Palais des Sports     | Hard (i)  |
| Elveția         | 1–3  | Spania [8]          | Biel/Bienne        | Swiss Tennis Arena    | Hard (i)  |
| Cehia [9]       | 4–0  | Coreea de Sud       | Ostrava            | RT Torax Arena        | Hard (i)  |
| Japonia         | 3–2  | Regatul Unit [10]   | Miki               | Bourbon Beans Dome    | Hard (i)  |
| Austria         | 4–0  | Finlanda [11]       | Schwechat          | Multiversum Schwechat | Zgură (i) |
| Belgia [12]     | 3–1  | Chile               | Hasselt            | Sporthal Alverberg    | Hard (i)  |
| Norvegia        | 2–3  | Argentina [13]      | Fjellhamar         | Fjellhamar Arena      | Hard (i)  |

### Runda doi
Dată: 12–14 septembrie 2025
| Echipă gazdă                   | Scor | Echipă în deplasare | Oraș gazdă | Loc desfășurare             | Suprafață |
| ------------------------------ | ---- | ------------------- | ---------- | --------------------------- | --------- |
| Țările de Jos [1]              | –    | Argentina [14]      | Groningen  | MartiniPlaza                | Hard (i)  |
| Australia [2]                  | –    | Belgia [13]         |            |                             |           |
| Ungaria                        | –    | Austria             | Debrecen   | Főnix Aréna                 |           |
| Japonia                        | –    | Germania [4]        | Tokyo      | Ariake Coliseum             | Hard (i)  |
| Statele Unite ale Americii [5] | –    | Cehia [10]          |            |                             |           |
| Spania [9]                     | –    | Danemarca           | Marbella   | Club de Tenis Puente Romano | Zgură     |
| Croația [7]                    | –    | Franța [8]          |            |                             |           |

## Grupa Mondială I
Dată: 12–14 septembrie 2025

### Runda de calificare la Grupa Mondială I
Dată: 31 ianuarie–2 februarie 2025
| Echipă gazdă  | Scor | Echipă în deplasare       | Oraș gazdă                     | Loc desfășurare           | Suprafață |
| ------------- | ---- | ------------------------- | ------------------------------ | ------------------------- | --------- |
| Kazahstan [1] | 4–0  | Pakistan                  | Astana                         | Beeline Arena             | Hard (i)  |
| Monaco        | 2–3  | Portugalia [2]            | Roquebrune-Cap-Martin (Franța) | Monte Carlo Country Club  | Zgură     |
| Uzbekistan    | 1–3  | Bosnia și Herțegovina [3] | Tashkent                       | Olympic Tennis School     | Hard (i)  |
| Columbia [4]  | 3–2  | Barbados                  | Ibagué                         | Complejo de Raqueta       | Zgură     |
| Turcia [5]    | 5–0  | Mexic                     | Istanbul                       | Tenis Eskrim Dağcılık SK  | Hard (i)  |
| Liban         | 0–4  | Peru [6]                  | Cairo (Egipt)                  | Smash Sporting Club       | Zgură     |
| Tunisia       | 3–2  | Ucraina [7]               | El Menzah                      | El Menzah Sports Palace   | Hard (i)  |
| Ecuador [8]   | 3–1  | Uruguay                   | Salinas                        | Salinas Golf y Tenis Club | Hard      |
| România [9]   | 1–3  | Bulgaria                  | Craiova                        | Sala Polivalentă          | Hard (i)  |
| India [10]    | 4–0  | Togo                      | New Delhi                      | DLTA Complex              | Hard      |
| Grecia [11]   | 3–2  | Egipt                     | Ano Liosia                     | Ano Liosia Olympic Hall   | Hard (i)  |
| Luxemburg     | 3–1  | Lituania [12]             | Luxembourg City                | d'Coque                   | Hard (i)  |
| Georgia       | 0–4  | Polonia [13]              | Tbilisi                        | Tbilisi Sports Palace     | Hard (i)  |

## Grupa Mondială II
Dată: 12–14 septembrie 2025

### Runda de calificare la Grupa Mondială II
Dată: 31 ianuarie–2 februarie 2025
| Echipă gazdă         | Scor | Echipă în deplasare  | Oraș gazdă    | Loc desfășurare                          | Suprafață |
| -------------------- | ---- | -------------------- | ------------- | ---------------------------------------- | --------- |
| Benin                | 3–2  | Letonia [1]          | Cotonou       | Sofitel Marina Hotel                     | Hard      |
| Jamaica              | 2–3  | Noua Zeelandă [2]    | Kingston      | Eric Bell National Tennis Centre         | Hard      |
| Arabia Saudită       | 0–5  | Irlanda [3]          | Riyadh        | Net Tennis Academy                       | Hard      |
| Zimbabwe             | 0–4  | Maroc [4]            | Harare        | Harare Sports Club                       | Hard      |
| Africa de Sud [5]    | 3–1  | Nigeria              | Pretoria      | Groenkloof Tennis Club                   | Hard      |
| El Salvador [6]      | 3–2  | Republica Moldova    | Santa Tecla   | Cancha Estadio Rafael Arévalo            | Hard      |
| Namibia              | 2–3  | Hong Kong, China [7] | Windhoek      | Central Tennis Club                      | Hard      |
| Estonia [8]          | 4–0  | Venezuela            | Tallinn       | Forus Tennisecenter Tondi                | Hard (i)  |
| Republica Dominicană | 3–1  | Bolivia [9]          | Santo Domingo | Centro Nacional de Tenis Parque del Este | Hard      |
| Slovenia [10]        | 4–0  | Indonezia            | Velenje       | Bela dvorana Velenje                     | Zgură (i) |
| China [11]           | 4–0  | Muntenegru           | Zhuhai        | Hengqin International Tennis Center      | Hard      |
| Paraguay [12]        | w/o  | Siria                | Asunción      | Club Internacional de Tenis              | Zgură     |
| Cipru                | 4–0  | Thailanda [13]       | Nicosia       | Nicosia Field Club                       | Zgură     |

## Grupa III
Primele trei națiuni din fiecare zonă continentală vor fi promovate în play-off-ul Grupei Mondiale II 2026, iar ultimele două națiuni vor fi retrogradate în Grupa IV 2026.

### Zona Americilor
- Aruba
- Bermuda
- Costa Rica
- Honduras
- Puerto Rico

### Zona Europa
- Armenia
- Malta
- Muntenegru
- Macedonia de Nord

### Zona Asia/Oceania
- Cambodia
- Iran
- Iordania
- Singapore
- Sri Lanka
- Siria
- Vietnam

### Zona Africa
- Algeria
- Senegal

## Grupa IV
Primele două națiuni din fiecare zonă continentală vor fi promovate în Grupa III 2026, iar ultimele două națiuni din zona Asia/Oceania și Africa vor fi retrogradate în Grupa V 2026.

### Zona Americilor
- Antigua și Barbuda
- Bahamas
- Cuba
- Guatemala
- Haiti
- Panama
- Sfânta Lucia
- Surinam
- Trinidad-Tobago
- Insulele Virgine Americane

### Zona Europa
- Albania
- Andorra
- Azerbaidjan
- Islanda
- Kosovo
- Liechtenstein
- San Marino

### Zona Asia/Oceania
- Irak
- Kuwait
- Kârgâzstan
- Malaysia
- Nepal
- Pacific Oceania
- Filipine
- Qatar

### Zona Africa
- Angola
- Burundi
- Republica Democrată Congo
- Gabon
- Ghana
- Coasta de Fildeș
- Kenya
- Mauritius

## Grupa V
Primele două națiuni din fiecare zonă continentală vor fi promovate în Grupa IV 2026.

### Zona Asia/Oceania
- Bahrain
- Bangladesh
- Bhutan
- Brunei
- Guam
- Laos
- Macao
- Maldive
- Mongolia
- Myanmar
- Insulele Mariane de Nord
- Tadjikistan
- Turkmenistan
- Emiratele Arabe Unite
- Yemen

### Zona Africa
- Botswana
- Camerun
- Republica Congo
- Djibouti
- Etiopia
- Lesotho
- Libia
- Madagascar
- Mauritania
- Mozambic
- Rwanda
- Seychelles
- Sudan
- Tanzania
- Uganda